# تروسی سور یون
تروسی سور یون (به فرانسوی: Trucy-sur-Yonne) یک کمون در فرانسه است که در Canton of Coulanges-sur-Yonne واقع شده‌است.

## خصوصیات
تروسی سور یون ۸٫۳۱ کیلومترمربع مساحت و ۱۴۴ نفر جمعیت دارد.